# St. Wendel (stad)
St. Wendel is een gemeente en stad in de Duitse deelstaat Saarland. Het is de Kreisstadt van de Landkreis St. Wendel. De stad telt 25.438 inwoners.

## Geschiedenis
Vanaf de zesde eeuw was er bewoning en de plaats werd Basonevillare genoemd. De plaats is de eeuwen hierna in bezit van het Prinsbisdom Verdun. In de elfde en twaalfde eeuw werd de plaats Sankt Wendel genoemd, naar de heilige Wendelinus, die in de zevende eeuw in de streek had geleefd. Er werd een kasteel gebouwd om de toenemende belangen in de bedevaart veilig te stellen. In 1328 verkreeg het Keurvorstendom Trier de plaats. Een eeuw later werden stadsrechten toegekend, een stadsmuur gebouwd en was er een welvarende gemeenschap. In 1522 werd de stad belegerd en enkele dagen ingenomen door Franz von Sickingen. Een eeuw later verarmde de stad sterk vanwege de Dertigjarige Oorlog. Vanaf het einde van die oorlog in het jaar 1648 en de Zevenjarige Oorlog een eeuw later werd de stad geteisterd door oorlogsschade en plundering. 

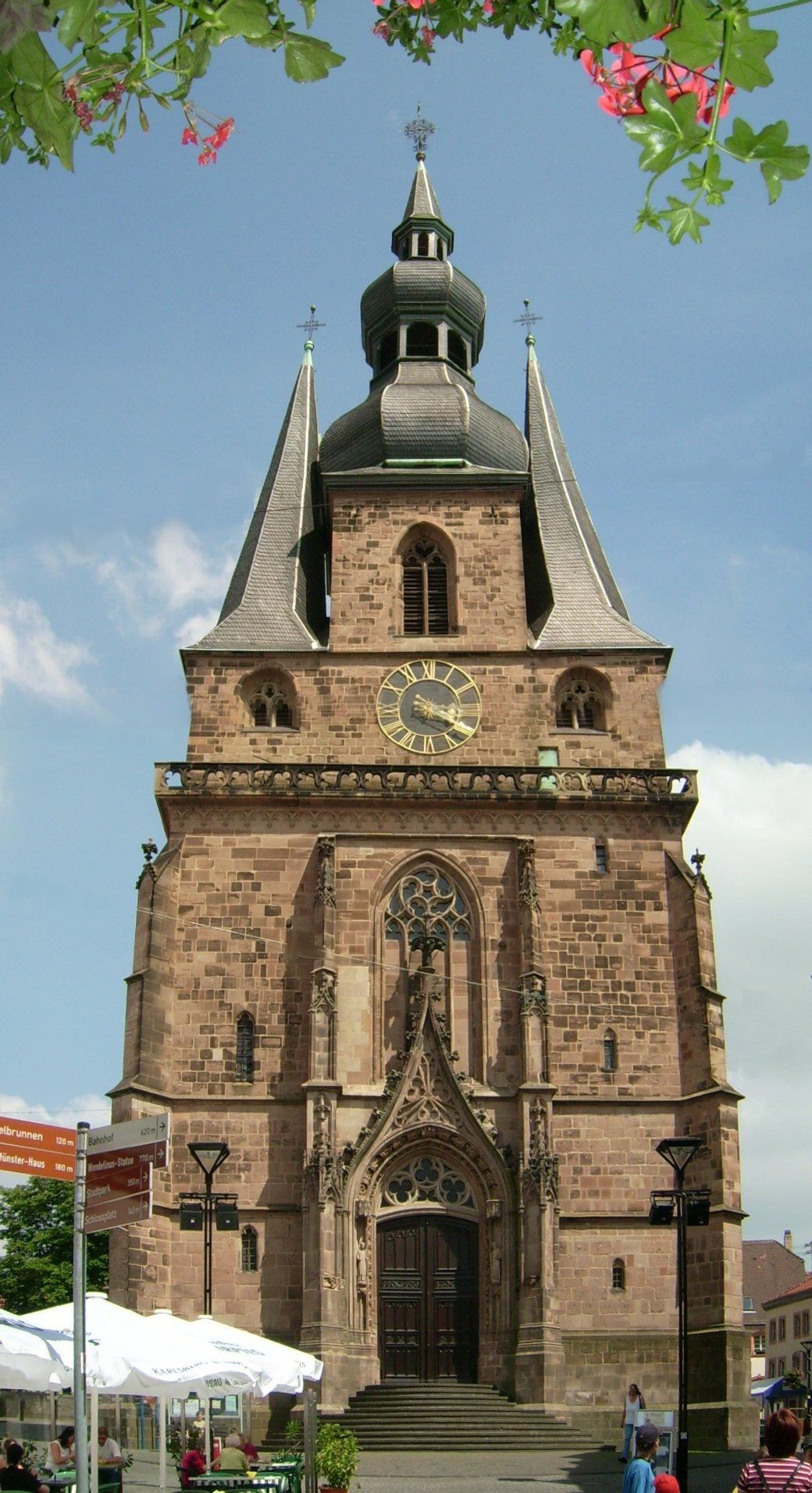
De voorkant van de Wendalinusbasiliek.

 In de decennia hierna nam de welvaart toe vanwege de wol- en leerindustrie. In 1814 kreeg Ernst I van Saksen-Coburg en Gotha het gebied van de stad, dat de naam Vorstendom Lichtenberg kreeg. Hij verkocht het twintig jaar later aan het Koninkrijk Pruisen. Er kwam een garnizoen, maar economisch zat het tegen. Aan het einde van de eeuw ontstond er meer welvaart vanwege aansluiting op het spoorwegnet. In de jaren na de Tweede Wereldoorlog werden veel historische gebouwen vervangen door moderne gebouwen. Tijdens de Koude Oorlog waren er in de stad Franse troepen gelegerd. In 2000 werd de stadsnaam officieel veranderd van Sankt Wendel naar St. Wendel.

## Bezienswaardigheden en bevolking
Door de stad loopt de rivier de Blies. De rivier is enkele meters breed en loopt onopvallend door de plaats. Op een plein in het centrum van de stad staat de veertiende-eeuwse Wendalinusbasiliek. Hierin bevindt zich het graf met sarcofaag van de zevende-eeuwse heilige Sint Wendelinus. Sinds de elfde eeuw bezoeken pelgrims de stad tijdens de Wendelswoche in oktober. Het aantal inwoners nam de afgelopen decennia langzaam af. Het Rooms-Katholicisme is van oudsher de belangrijkste godsdienstige stroming en heeft twee kerken in het centrum, hoewel in de omgeving van de stad de Evangelisch-Lutherse Kerk veel aanhang heeft. In 1974 is de gemeente sterk uitgebreid door annexatie van vijftien buurdorpen. Vanuit de stad loopt de beeldenroute Straße der Skulpturen naar de twintig kilometer noordelijker gelegen plaats Nohfelden.

## Vervoer
St. Wendel is door middel van de Bundesstraße 41 verbonden met Saarbrücken en het Rijn-Maingebied. Op hetzelfde traject loopt de spoorlijn Bingen - Saarbrücken, waarvan treinen stoppen in het treinstation van St. Wendel. Tussen 1915 en 1984 was er een spoorverbinding via Bliesen naar Oberthal en Tholey. Dit spoor is opgebroken en op dit traject bevindt zich de Wendelinusradweg, een geasfalteerd toeristisch fietspad.

## Sport
Het Wendelinus golfpark van 150 hectare met een 27-holes golfbaan bevindt zich ten westen van de stad.
St. Wendel is regelmatig gastheer voor sportevenementen.

### MTB
| Jaar | Type | Goud                    | Zilver                   | Brons                  |
| ---- | ---- | ----------------------- | ------------------------ | ---------------------- |
| 1996 | WB   | SUI Thomas Frischknecht | ITA Dario Cioni          | FRA Miguel Martinez    |
| 1997 | WB   | SUI Thomas Frischknecht | AUS Cadel Evans          | FRA Christophe Dupouey |
| 1998 | WB   | BEL Filip Meirhaeghe    | AUS Cadel Evans          | NOR Rune Høydahl       |
| 1999 | WB   | BEL Filip Meirhaeghe    | NED Bas van Dooren       | FRA Miguel Martinez    |
| 2000 | WB   | FRA Christophe Dupouey  | NED Bas van Dooren       | FRA Miguel Martinez    |
| 2001 | EK   | NED Bart Brentjens      | ESP José Antonio Hermida | GER Lado Fumic         |
| 2003 | WB   | SUI Christoph Sauser    | POL Marek Galinski       | FRA Julien Absalon     |
| 2008 | EK   | SUI Florian Vogel       | SUI Christoph Sauser     | DEN Jakob Fuglsang     |

### Cross
| Jaar | Type | Goud                   | Zilver              | Brons                   |
| ---- | ---- | ---------------------- | ------------------- | ----------------------- |
| 1998 | E2   | SWE Fredrik Kessiakoff |                     |                         |
| 2003 | WB   | BEL Sven Nys           | CZE Jiří Pospíšil   | BEL Ben Berden          |
| 2005 | WK   | BEL Sven Nys           | BEL Erwin Vervecken | BEL Sven Vanthourenhout |
| 2011 | WK   | CZE Zdeněk Štybar      | BEL Sven Nys        | BEL Kevin Pauwels       |

### Overig
- Wereldkampioenschap duatlon korte afstand 1998
- De Rally van Duitsland deed de stad aan in 2002, 2003 en 2018
- Wereldkampioenschap driebanden 2006

## Afbeeldingen

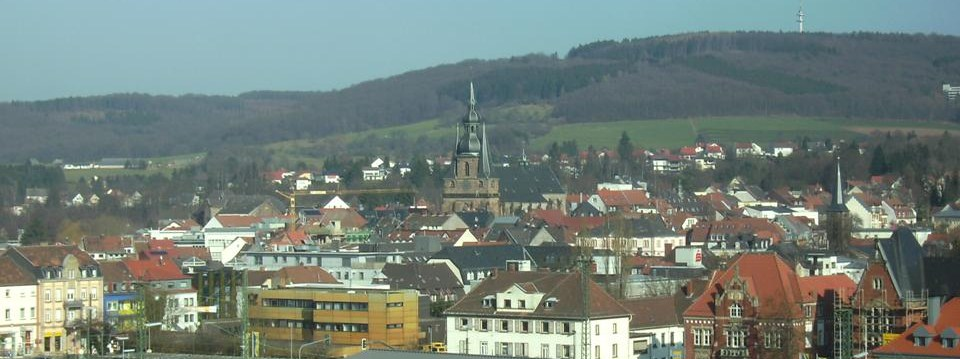
Gezicht op St. Wendel
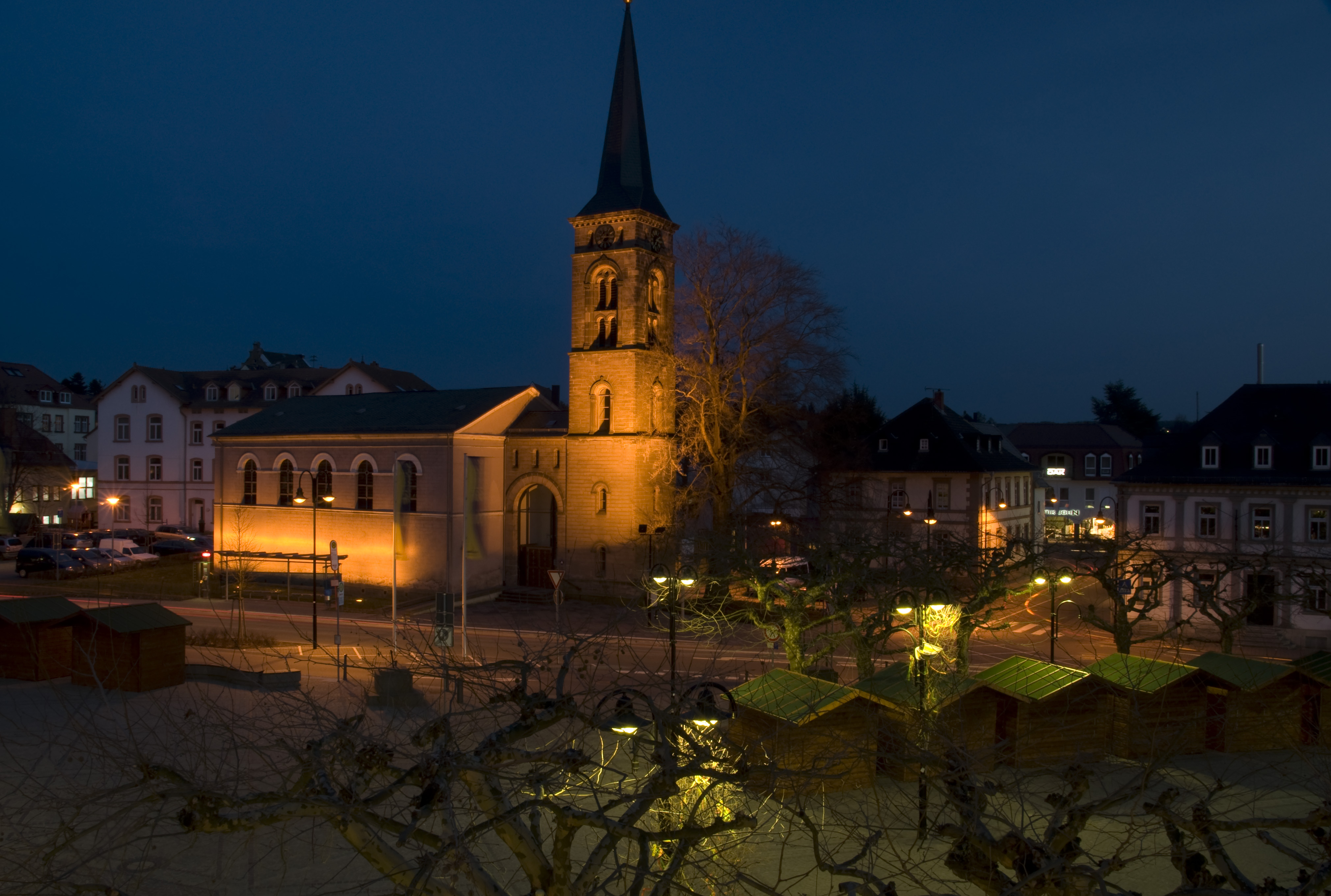
Schloßplatz
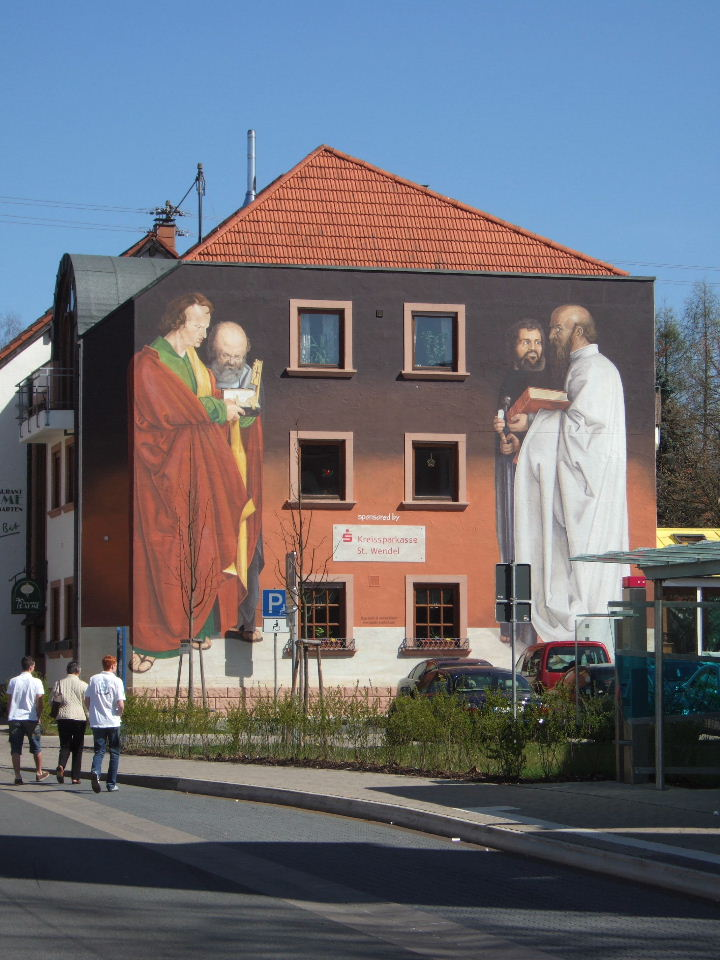
Muurschildering, De vier apostelen van Albrecht Dürer
Landschap bij St. Wendel

Freisen ·
Marpingen ·
Namborn ·
Nohfelden ·
Nonnweiler ·
Oberthal ·
St. Wendel (stad) ·
Tholey